# مرزوق الشويكي
الشيخ مرزوق بن محمد بن عبد الله بن محمد بن حسين بن محمد الشويكي.أخوه الشيخ محمد علي الشويكي هاجر من القطيف و نزل في مدينة الفلاحية سنة ١٢٥٣ه.ق. وله من الاولاد الشيخ أحمد والشيخ عبدالله والشيخ سلمان كان عالماً فقيهاً مجتهداً توفي في الفلاحية سنة١٢٨٠ه.ق ودفن في النجف الأشرف. الشيخ مرزوق رجل دين وفقيه شيعي قطيفي أصل أسرته من قرية النعيم البحرانية، وأول من هاجر إلى القطيف هو جدهم محمد بن حسين فسكن قرية الشويكة القطيفية، إلا أن محمد (والد مرزوق المُتَرجَمْ) عاد إلى البحرين وسكن قرية الشاخورة، ثم انتقل منها في وقت لاحق إلى قرية أبو صيبع المجاورة. وقد كانت ولادة الشويكي في الشويكة على ما يظهر من عبارة أستاذه حسين العصفور في إجازته له حيث وصفه قائلاً: ”الشويكي مولداً والنعيمي البحراني أصلاً والإصبعي مسكناً“.

## أساتذته
| - عبد علي بن سليمان بن فضائل الشويكي. - عبد الرضا بن حسين بن محمد العصفور. - حسن بن حسين بن محمد العصفور. | - محمد بن حسين بن محمد العصفور. - عبد القاهر بن الحسين بن علي التوبلي. - أحمد بن حسين بن محمد العصفور. | - حسين بن محمد العصفور. |

وكان بداية تتلمذه على حسين العصفور في سنة 1208 هـ، وهو آخر مشايخه وأساتذته، وقد بقي المترجم ووالده ملازمين للعصفور مديمين على كتابة ما يمليه عليهما من مصنفاته، وقد قال الشويكي في كتابه الدرّة البهية ما نصّه: ”وكنت من سنة 1208 هـ إلى سنة 1214 ملازماً لخدمة شيخي وأستاذي، ومن عليه في جميع الأمور اعتمادي الشيخ المرأ من الرين، شيخ الكل في الكل ونور العين، الشيخ حسين بن الشيخ محمد بن الشيخ أحمد الشهير بابن عصفور، بإملائه علي ما لذّ تصنيفه، حيث كان والدي ملازماً له من قبل، وكنت إذا غبتُ حضر أبي، فكنت معه ألتقط منه درر الأحكام وأنظمها، وأسلكها في نظام عقد خاطري أي نظام، ملازماً لمجلسه الشريف“. ويظهر من بعض عبارات العصفور أن للشويكي مكانة خاصة عنده لدرجة أنه ألف موسوعته الأنوار اللوامع في شرح مفاتيح الشرائع لأجله.

## إجازاته
صدرت من حسين العصفور لتلميذه الشويكي عدّة إجازات، منها:
1. إجازة متوسطة بتاريخ 21 ربيع الأول 1214 هـ، وطُبعت ضمن بعض الكتب.
2. إجازة مختصرة على ظهر كتاب الأنوار الوضية في شرح الأحكام الرضوية وقد كانت عند البلادي صاحب أنوار البدرين.[6]
3. أبيات شعرية كتبها العصفور بخطه على ظهر المجلد الأول من كتابه الأنوار اللوامع في شرح مفاتيح الشرائع والنسخة بخط المترجم، والأبيات تتضمن إجازة من الشيخ حسين للمترجم برواية الكتاب:[7]

من الإله بشرحي ملك كاتبه * مرزوق لا زال مرزوقاً فوائده
قد جد في مثل ماأودعته كملّا * ينال في غوصه القاصي فرائده
وقد أجزت له يروي مسائله * للطالبين ومن يرجو عوائده
لا زال في الجد ذا جد ينال له * تلك المطالب لا زالت تعاضده

## مؤلفاته وشعره
لم تذكر المصادر من مؤلفاته وكتبه إلا الدُرّة البهية الذي لا يزال مخطوطاً وهو في طور التحقيق تمهيداً لطبعه، وقد رتبه - على ما حكاه آغا بزرگ الطهراني - على مقدمة في بيان الفرقة الناجية وفضل العلماء والشيعة، وعشرة فصول أولها في من مات بعد الثلاثمائة من الهجرة والعاشر في من مات بعد الألف والمائتين، وقد فرغ منه سنة 1214 هـ. وتوجد للشويكي أشعار عديدة غير مجموعة في ديوان، وقد أورد محمد علي التاجر في المنتظم بعض أشعاره، وهذه مقطوعة شعرية كتبها تقريضاً لكتاب أستاذه الأنوار اللوامع في شرح مفاتيح الشرائع وهي موجودة بخطّه على المجلد السابع منه، ويقول فيها:

## وفاته
لم تذكر المصادر تاريخ وفاة الشويكي، وكل ما في المصادر هو تواريخ انتهائه من نسخ بعض الكتب، وأغلب النسخ الموجودة يرجع تاريخها إلى عصر شيخه العصفور، أي سنة 1216 هـ أو ما قبلها، ولكن توجد بخطه نسخة من المجلد السادس من كتاب السوانح النظرية في شرح البداية الحُرّية، وقد فرغ من نسخها في الرابع من شهر رمضان 1254 هـ، وهذا يقتضي حياته إلى تلك السنة وربما عاش إلى ما بعد ذلك.